# Las Sabanas
Las Sabanas est une municipalité nicaraguayenne du département de Madriz au Nicaragua.